# Рыбацкая улица (Тверь)
Рыба́цкая у́лица — улица в Центральном районе города Твери, проходит от улицы Андрея Дементьева до Волги и набережной Степана Разина.

## Расположение
Рыбацкая улица начинается от улицы Андрея Дементьева недалеко от площади Михаила Тверского. Продолжается параллельно Советской улице в юго-восточном направлении. Пересекает улицу Салтыкова-Щедрина и переулок Татарский. Упирается в набережную Степана Разина.
Общая протяжённость Рыбацкой улицы составляет 650 метров.

## История
Рыбацкая улица была проведена в соответствии с первым планом регулярной застройки города 1760-х годов. Своё название получила потому, что в этой части Твери ещё перед регулярной застройкой существовала Рыбацкая слобода, которую заселяли рыбаки.
Улицу застраивали одно- и двухэтажными каменными, деревянными и полудеревянными домами.
В советское время не переименовывалась.
В 1930-х годах построен кирпичный четырёхэтажный жилой дом № 3. В 1970-х годах была снесена застройка нечётной стороны последнего квартала, там устроен сквер.
В 2003 году сгорел дом № 40. В 2008 году был снесён дом № 34.

## Здания и сооружения
Здания и сооружения улицы, являющиеся объектами культурного наследия:
- Дом 11 — музей-усадьба Салыкова-Щедрина;
- Дом 13 — флигель хозяйственный Тверского женского епархиального училища.

- Дом 44 — дом Мутузова.